# AS Ali Sabieh Djibouti Télécom
AS Ali Sabieh Djibouti Télécom – dżibutyjski klub piłkarski, mający siedzibę w mieście Ali Sabieh, w Dżibuti.

## Historia
Chronologia nazw:
- 1982: AS Société des Télécommunications Internationales de Djibouti (STID)
- 1999: AS Ali Sabieh Djibouti Télécom (ASAS/DT)

Klub piłkarski AS Société des Télécommunications Internationales de Djibouti został założony w mieście Dżibuti w 1982 roku. Najpierw występował w turniejach lokalnych. W sezonie 1987 startował w rozgrywkach Djibouti Premier League, ale potem spadł do niższej ligi. W 1999 przyjął obecną nazwę AS Ali Sabieh Djibouti Télécom. W 2000 otrzymał promocję do Premier League. W 2006 zdobył Puchar kraju, a w 2009 swój pierwszy tytuł mistrzowski.

## Sukcesy

### Trofea krajowe
| \| \| Zdobyte trofea w rozgrywkach Dżibuti (stan na: 09-06-2025) \| |                                                            |      |                                                |
| Rozgrywki                                                           | Osiągnięcie                                                | Razy | Sezon(y)                                       |
| Mistrzostwo                                                         | I miejsce                                                  | 8    | 2009, 2013, 2014, 2015, 2016, 2017, 2018, 2025 |
| Mistrzostwo                                                         | II miejsce                                                 | 0    |                                                |
| Mistrzostwo                                                         | III miejsce                                                | 0    |                                                |
| Puchar                                                              | zdobywca                                                   | 2    | 2006, 2016                                     |
| Puchar                                                              | finalista                                                  | 5    | 2003, 2009, 2011, 2012, 2013                   |
| Superpuchar                                                         | zdobywca                                                   | 3    | 2011, 2014, 2016                               |
| Superpuchar                                                         | finalista                                                  | 3    | 2006, 2009, 2013                               |
| Dżibuti                                                             | Zdobyte trofea w rozgrywkach Dżibuti (stan na: 09-06-2025) |      |                                                |

## Stadion
Klub rozgrywa swoje mecze domowe na stadionie Stade du Ville w Dżibuti, który może pomieścić 10,000 widzów.